# قديم أباد (بير يوسفيان)
قدیم أباد (بالفارسية: قدیم‌آباد) هي قرية تقع في إيران في قسم بیر یوسفیان الریفي. يقدر عدد سكانها بـ 1,550 نسمة .